# Nigel Davies
Nigel R. Davies (ur. 31 lipca 1960 w Southport) – angielski szachista, trener i autor książek o tematyce szachowej, reprezentant Walii (1989–1990), Izraela (1991–1993), a obecnie Walii, arcymistrz od 1993 roku.

## Kariera szachowa
Pierwszy znaczący sukces szachowy odniósł w 1979 r., zdobywając tytuł mistrza Wielkiej Brytanii juniorów do 21 lat. W 1981 i 1983 r. reprezentował Anglię na drużynowych mistrzostwach świata studentów, w 1981 r. zdobywając dwa medale (złoty indywidualnie oraz srebrny drużynowo). W 1988 r. zdobył złoty medal mistrzostw Wielkiej Brytanii w szachach szybkich, natomiast w 1989 r. wystąpił w drużynie Walii na drużynowych mistrzostwach Europy. W 2008 r. zdobył w Liverpoolu brązowy medal w indywidualnych mistrzostwach Wielkiej Brytanii.
Nigel Davies odniósł szereg sukcesów w turniejach międzynarodowych, m.in.:
- I m. w Ramsgate (1982),
- I m. w Lizbonie (1985),
- II m. w Lizbonie (1986, za Władimirem Bagirowem),
- dz. I m. w Hastings (1986/87, turniej Challengers),
- I m. w Linares (1987),
- dz. I m. w Espergærde (1987, wspólnie z Carstenem Høi i Larsem Bo Hansenem),
- dz. II m. w Budapeszcie (1987, turniej Noviki-B, za Bacharem Kouatlym, wspólnie z Gerardo Barbero i Palem Petranem(inne języki)),
- dz. I m. w Oslo (1988, wspólnie z Jonathanem Tisdallem i Larsem Karlssonem),
- II m. w Græsted (1990, za Jewgienijem Wasiukowem),
- dz. II m. w Tel Awiwie (1991, za Lwem Psachisem, wspólnie z Alonem Greenfeldem, Ilją Smirinem i Leonidem Gofshteinem),
- dz. I m. w Budapeszcie (1993, turniej First Saturday FS05 GM, wspólnie z Walerijem Łoginowem),
- II m. Budapeszcie (1993, turniej First Saturday FS07 GM, za Aleksandrem Oniszczukiem),
- dz. II m. w Gausdal (1993, za Wiktorem Warawinem, wspólnie z m.in. Nuchimem Raszkowskim, Pavlem Blatnym, Berge Ostenstadem i Aivarsem Gipslisem),
- dz. II m. w Riszon le-Cijjon (1993, za Joną Kosaszwilim, wspólnie z Jakowem Zilbermanem i Walerijem Beimem),
- I m. w Wrexham (1994),
- I m. w Katrineholm (1995),
- dz. II m. w Sztokholmie (1995, za Aleksandrem Czerninem, wspólnie z Tomem Wedbergiem),
- II m. we Wrexham (1996, za Christopherem Wardem),
- dz. I m. w Gausdal (1997, wspólnie z Einarem Gauselem),
- dz. II m. w Trondheim (1997, za Michaiłem Iwanowem(inne języki), wspólnie z Bjarke Kristensen i Igorsem Rausisem),
- dz. I m. w Saint-Vincent (1998),
- dz. I m. w Blackpool (2003, wspólnie z Abhijitem Kunte i Johnem Shaw).

Najwyższy ranking w dotychczasowej karierze osiągnął 1 stycznia 1995 r., z wynikiem 2530 punktów dzielił wówczas 13-14. miejsce wśród angielskich szachistów.
Jako trener wychował m.in. Matthew Sadlera oraz Ronena Har-Cewiego. Jest stałym współpracownikiem firmy ChessBase, autorem kilkudziesięciu szachowych książek oraz wydawnictw multimedialnych (filmów video i płyt DVD), przede wszystkim poświęconych teorii debiutów.

## Wybrane publikacje
- The chess player's battle manual (1998)
- The power chess program (1998)
- Alekhine's defence (2001)
- Taming the Sicilian (2002)
- The Grünfeld defence (2002)
- The Veresov (2003)
- The Dynamic Reti (2004)
- The Trompowsky (2005)
- Play 1 e4 e5! (2005)
- Gambiteer (2007)
- Starting out: The Modern (2008)
- King’s Indian Attack (2008)